# Hymedesmia inflata
Hymedesmia inflata är en svampdjursart som först beskrevs av Alander 1937.  Hymedesmia inflata ingår i släktet Hymedesmia och familjen Hymedesmiidae. Inga underarter finns listade i Catalogue of Life.